# M/S Ejdern af Stockholm
För ångfartyget byggt 1880, se S/S Ejdern. För ångfartyget byggt 1898, se S/S Ejdern (1898), för den åländska färjan, se M/S  Ejdern
M/S Ejdern af Stockholm byggdes på Eriksbergs Mekaniska Verkstad i Göteborg och levererades 1916 till Kungl. Sjöfartsstyrelsen i Stockholm. Hon döptes till Ejdern och tjänstgjorde som sjömätningsfartyg för Sjöfartsstyrelsens Sjökartebyrå till 1969. Under denna period byggdes hon om 1953–1954 på Sjötorps varv.
Från 1969 har hon varit fritidsfartyg. Hon har byggts om till bostad med bostadsutrymmen på 90 kvadratmeter och under många år haft fast kajplats vid Söder Mälarstrand i Stockholm.